# Протожурналистика
Протожурнали́стика или пражурнали́стика — одна из форм коммуникации, предшествовавшая появлению журналистики. Лишена одного из важнейших атрибутов современной журналистики — массовой коммуникации.

## История
Протожурналистика корнями уходит в античный мир и средневековье, ко временам возникновения письменности. В Древнем Египте и Месопотамии цари и владыки пытались донести до подданных специально отобранные и отредактированные новости через герольдов, глашатаев и вестников.
Уже в глубокой древности появились первые службы сбора и распространения новостей. Хорошо известны древнеримские рукописные вестники Acta Senatus и Acta diurna.